# Ukawsaw Gronniosaw
Ukawsaw Gronniosaw (né vers 1710 et mort en 1775) était un esclave émancipé et un écrivain. Il est connu également sous le nom James Albert Ukawsaw Gronniosaw.

## Vie
Gronniosaw naquit probablement dans le Bornou, au nord-est du Nigeria, d'une famille royale. Le grand-père de Gronniosaw aurait été le roi de Bornou. En cela, Gronniosaw présente des points communs avec un autre africain d'extraction noble, Ayuba Suleiman Diallo, qui fut lui aussi réduit à l'état d'esclave.
Enlevé dans son pays, Gronniosaw fut acheté par un négrier hollandais et vendu par celui-ci pour 50 dollars à un certain Vanhorn, qui en fit son domestique dans son domicile de New-York. Plus tard il aura d'autres propriétaires. Gronniosaw apprit l'anglais et embrassa la foi chrétienne.

## Son témoignage
Son A Narrative of the Most Remarkable Particulars in the Life of James Albert Ukawsaw Gronniosaw, an African Prince est le premier témoignage d'esclave en langue anglaise. Publié en 1772, il fournit un témoignage vivant de la vie de Gronniosaw, depuis son enlèvement en Afrique en passant par l'esclavage et jusqu'à une vie de pauvreté à Colchester et Kidderminster. Cette dernière ville l'attira car elle avait été la ville de Richard Baxter, un religieux calviniste du XVIIe siècle, très admiré par Gronniosaw.

## Sources
- (en) A narrative of the most remarkable particulars in the life of James Albert Ukawsaw Gronniosaw, an African prince, written by himself.